# آیدان گلگر
آیدان گلگر (انگلیسی: Aidan Gallagher؛ زادهٔ ۱۸ سپتامبر ۲۰۰۳) بازیگر و خواننده اهل ایالات متحده آمریکا است. وی از سال ۲۰۱۳ میلادی تاکنون مشغول فعالیت بوده‌است.
از فیلم‌ها یا برنامه‌های تلویزیونی که وی در آن نقش داشته‌است می‌توان به خانواده امروزی و آکادمی آمبرلا اشاره کرد.